# Tomografia por emissão de positrões

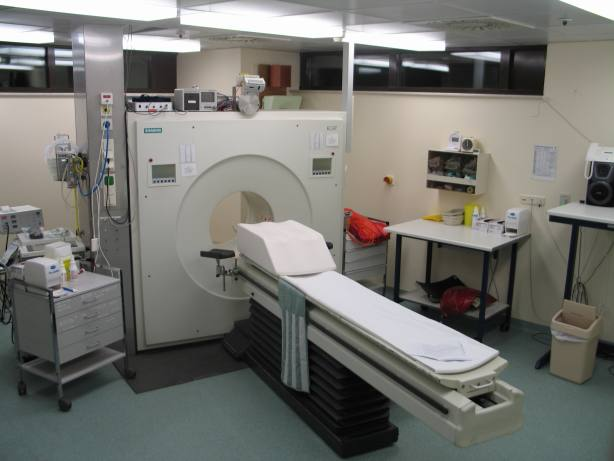
Um scanner típico de PET

A tomografia por emissão de positrões (português europeu) ou tomografia por emissão de pósitrons (português brasileiro) , conhecida pela sigla inglesa PET, é um exame imagiológico da medicina nuclear que utiliza radionuclídeos que emitem um positrão no momento da sua desintegração, o qual é detectado para formar as imagens do exame. 
Utiliza-se glicose ligada a um elemento radioactivo (normalmente flúor radioactivo) e injecta-se no paciente. As regiões que estão metabolizando essa glicose em excesso, tais como tumores ou regiões do cérebro em intensa actividade aparecerão em vermelho na imagem criada pelo computador.    Um exemplo de um grande utilizador de glicose é o músculo cardíaco - miocárdio. Um computador produz uma imagem tridimensional da área, revelando quão activamente as diferentes regiões do miocárdio estão utilizando o nutriente marcado.  A tomografia por emissão de positrões produz imagens mais nítidas que os demais estudos de medicina nuclear. A PET é um método de obter imagens que informam acerca do estado funcional dos órgãos e não tanto do seu estado morfológico como as técnicas da radiologia.  A PET pode gerar imagens em 3D ou imagens de "fatia" semelhantes à tomografia computadorizada.

## Equipamento

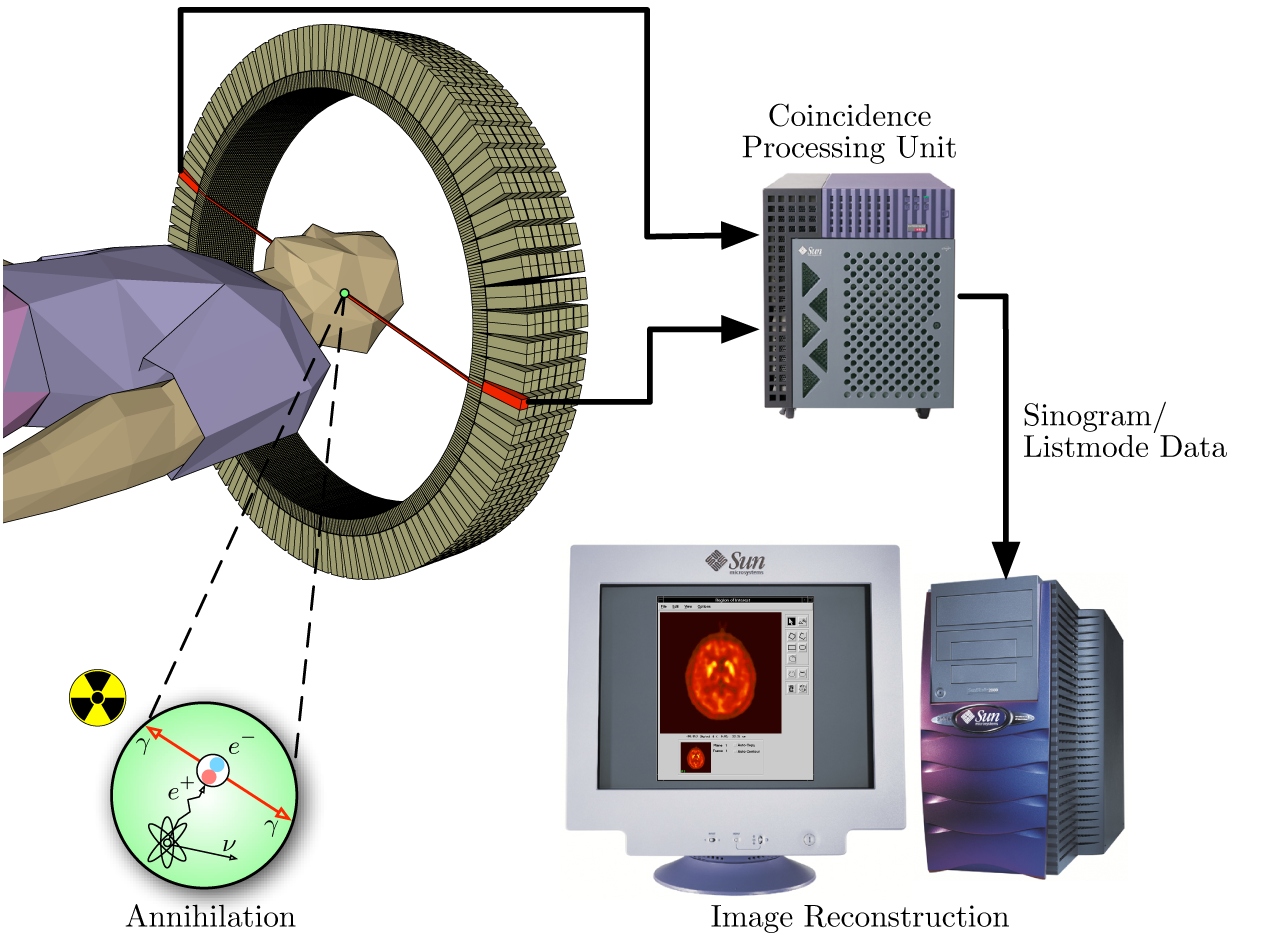
Esquema do processo do exame PET

A imagem da PET é formada pela localização da emissão dos positrões pelos radionuclídeos fixados nos órgãos do paciente. Contudo como o positrão é a partícula de antimatéria do electrão, ele rapidamente se aniquila com um dos inúmeros electrões das moléculas do paciente imediatamente adjacentes à emissão, não chegando a percorrer nenhuma distância significativa. É assim impossível detectar os positrões directamente com o equipamento. Contudo, a aniquilação positrão-electrão gera dois raios gama com direcções opostas e cuja direcção e comprimento de onda podem ser convertidos na posição, direcção e energia do positrão que os originou, de acordo com as leis da física. 
No exame PET detectores de raios gama (câmara gama) são colocados em redor do paciente. Os cálculos são efectuados com um computador, e com a ajuda de algoritmos semelhantes aos da TAC, o computador reconstrói os locais de emissão de positrões a partir das energias e direcções de cada par de raios gama, gerando imagens tridimensionais (que normalmente são observadas pelo médico enquanto série de fotos de fatias do órgão, cada uma separada por 5 mm da seguinte). As PETs e TACs da mesma área são frequentemente lidos em simultâneo para correlacionar informações fisiológicas com alterações morfológicas. 

### Segurança
O teste PET é minimamente invasivo e as doses de radioactividade absorvidas por cada paciente (7 mSv) são semelhantes às dos outros estudos como a TAC (8 mSv).

### Radionuclídeos
Os radionuclídeos usados na PET são necessariamente diferentes dos usados nos restantes exames da medicina nuclear, já que para esta última é importante a emissão de fotões gama, enquanto a PET se baseia no decaimento daqueles núcleos que emitem positrões.
- Flúor-18: marca a Fluorodesoxiglicose (FDG) radioactiva que é um análogo da Glicose. É usado para estudar o metabolismo dos órgãos e tecidos. Semi-vida de 2 horas. [2]
- Nitrogénio-13: é usado para marcar amónia radioactiva que é injectada no sangue para estudar a perfusão sanguínea de um órgão (detecção de isquemia e fibrose por exemplo).
- Carbono-11  [5]
- Oxigénio-15: usado em estudos do cérebro.
- Rubídio-82: é usado em estudos de perfusão cardíacos.  [5]

## Aplicações do exame PET

Imagem de corpo inteiro obtida através do exame PET

- PET oncológico: É injectado FDG com Flúor-18 no sangue do paciente. O F18-FDG, um análogo da glicose, é transportado para dentro das células pelo mesmo transportador na membrana celular do açúcar, contudo dentro da célula ele não é completamente metabolizado mas é transformado em uma forma que é conservada (fixada) no interior da célula. Assim ele pode ser utilizado para detectar células com alto consumo de glicose e que portanto contenham muitos transportadores membranares (hiperexpressão destes genes), como acontece nas células dos tumores de crescimento rápido, os quais são frequentemente malignos (cancro). É usado para distinguir (estadiar) massas benignas de malignas no pulmão, cólon, mama, linfomas e outras neoplasias, e na detecção de metástases. Esta técnica constitui 90% dos PET feitos actualmente.  [6]

- PET do cérebro: é usado Oxigénio-15. Usado para avaliar perfusão sanguínea e actividade (consumo de oxigénio) de diferentes regiões do cérebro. A F18-DOPA está em estudo enquanto análogo do precursor de neurotransmissor dopamina. [6]

- PET cardíaco: FDG-F18 usado para detectar áreas isquémicas e fibrosadas, mas o seu benefício-custo em comparação com a técnica de SPECT Cintigrafia de Perfusão (discutida em medicina nuclear) é duvidoso. [6]

Também são usados PET em investigação em farmacologia. O fármaco é marcado com radionuclídeo de modo a estudar a sua absorção, fixação e eliminação. 
A PET pode ajudar a identificar problemas no sistema nervoso, como Alzheimer, Parkinson, esclerose múltipla, ataque isquêmico transitório (AIT), esclerose lateral amiotrófica (ELA), doença de Huntington, acidente vascular cerebral (AVC) e esquizofrenia, podendo também identificar alterações cerebrais com o potencial de causar epilepsia. 
A PET pode auxiliar no diagnóstico da etiologia da demência mais precocemente do que os critérios clínicos usados ou a ressonância magnética. Na doença de Alzheimer (DA) em estágio inicial, a PET com FDG revela hipometabolismo nos córtices parietotemporais superiores, geralmente bilateral e frequentemente simétrico. Com a progressão da doença, há envolvimento dos córtices frontais. Em geral, ocorre A preservação do córtex visual occipital, do córtex somatossensorial e motor, dos gânglios da base e do tálamo. Com a aplicação da PET, a demência com corpos de Lewy (DBL) demonstra maior envolvimento.  

## História
O PET foi desenvolvido por Edward Hoffman e Michael E. Phelps em 1973 na Universidade de Washington em St. Louis, Estados Unidos.
O exame PET ficou limitado a usos de investigação médica até cerca de 1990. As primeiras aplicações clínicas da PET surgiram na década de 1980na área de neurologia e cardiologia, na década de 1990 passou a ser aplicada em oncologia. 
Hoje em dia é frequente a combinação dos exames PET e TAC do mesmo órgão. Existem equipamentos que permitem efectuar ambos os exames simultaneamente, inventados por David Townsend e Ron Nutt.
O exame de PET é uma técnica intensiva apenas praticada nos hospitais centrais. É necessário um ciclotrão para produzir continuamente o Flúor-18, que tem uma semi-vida curta de apenas algumas horas. 
Estudos demonstraram que, mesmo sendo um exame caro, o exame PET é vantajoso quando incluído nos protocolos para diagnósticos de diversas enfermidades, principalmente em oncologia. Como pode substituir vários outros exames, o PET ao final se torna mais barato. Além de ser uma das mais modernas e eficazes técnicas de diagnóstico por imagem, seu custo-benefício pode ser também salientado quando evita processos invasivos, como biópsias, eliminando assim os riscos inerentes a estes procedimentos. 

## TEP/TC
O TEP/TC sigla de Tomografia por emissão de positrões por Tomografia computadorizada é um equipamento que une os recursos diagnósticos da Medicina Nuclear (TEP) e da Radiologia (TC). O equipamento sobrepõe as imagens metabólicas (TEP) às imagens anatômicas (TC), produzindo assim um terceiro tipo de imagem.  
O nosso TEP/TC é o equivalente ao inglês PET/CT 
 

## Imagens adicionais

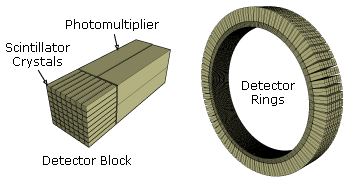
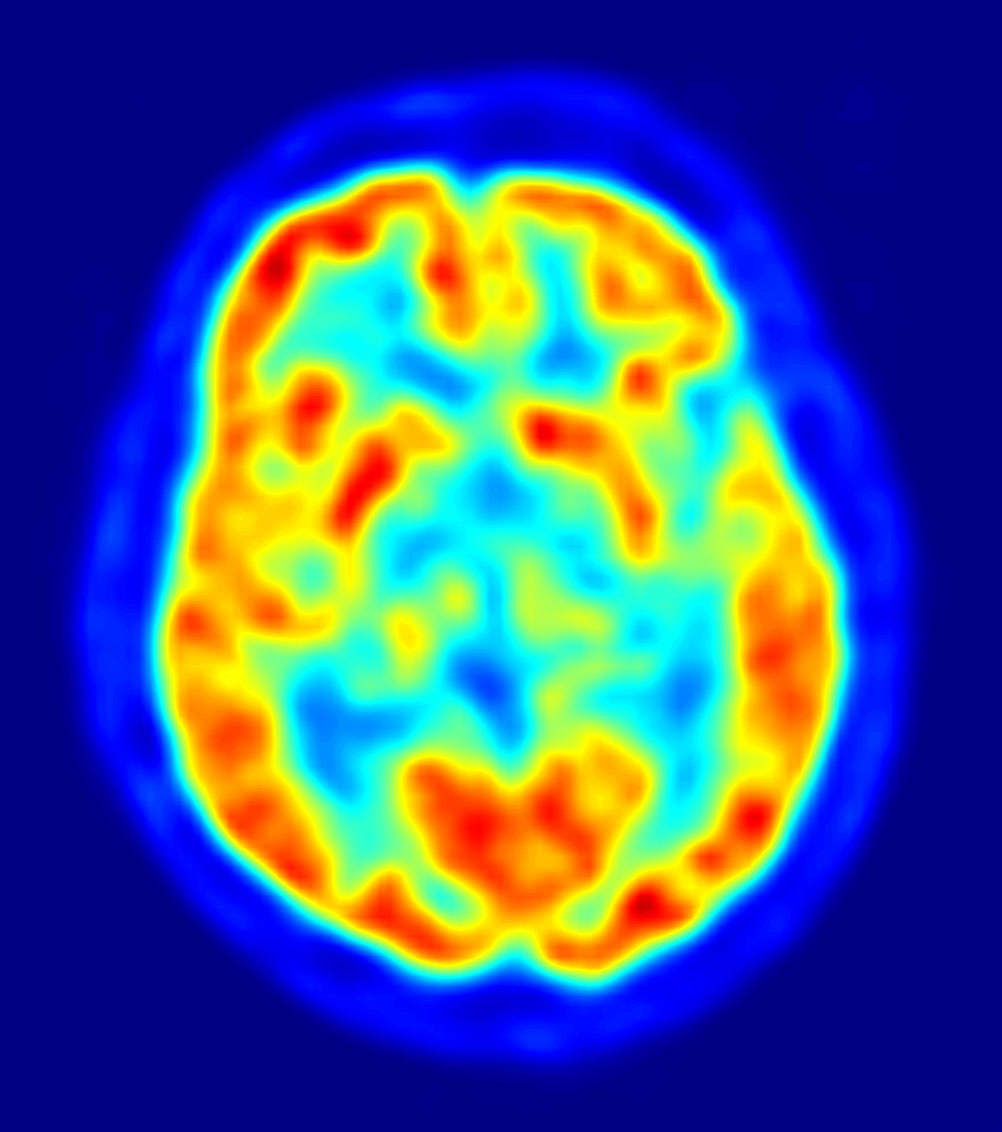
Imagem PET de um cérebro humano